# Алечко, Мария Михайловна
Мария Михайловна Алечко (1926, Тячев — 2000, там же) — передовик сельского хозяйства Украинской ССР, доярка колхоза имени Сталина Тячевского района Закарпатской области, Герой Социалистического Труда (1958).
Избиралась депутатом Верховного Совета Украинской ССР 5-го (1959—1963), 6-го (1963—1967) и 7-го (1967—1971) созывов.

## Награды
Указом Президиума Верховного Совета СССР от 26 февраля 1958 года Алечко Марии Михайловне присвоено звание Героя Социалистического Труда с вручением ордена Ленина и золотой медали «Серп и Молот».
Почетная гражданка города Тячев (2010, посмертно).